# Головкино (Калининградская область)
Головкино — посёлок в Полесском районе Калининградской области. Является административным центром Головкинского сельского поселения. Узел водных путей.

## География
Посёлок Головкино находится на левом берегу Немонина, недалеко от его устья на Куршском заливе, ниже отходящих от Немонина каналов: Полесского —  к югу (ведущего к Дейме) и Приморского — к северу (ведущего к Матросовке). В 4 км выше Головкина в Немонин впадает одноимённый посёлку канал Головкинский. Ниже Головкина на правом берегу Немонина располагается ближайший соседний населённый пункт Малая Матросовка.

## История
Населённый пункт относится к исторической области древней Пруссии именем Надровия.
В 1874 году рыбацкая деревушка Немониен дала название сельскому району в округе Лабиау.
В 1938 году властями Гитлеровской Германии Немониен был переименован в Эльхвердер в рамках кампании по германизации топонимики прусско-литовского происхождения.
22 января 1945 года Эльхвердер был взят войсками 3-го Белорусского фронта РККА.
В 1946 году переименован в поселок Головкино.

## Население
В 1939 году в Эльхвердере проживала 1 тыс. человек.
| 2002 | 2010 |
| ---- | ---- |
| 461  | ↘352 |